# Candona foviolata
Candona foviolata är en kräftdjursart som beskrevs av Dobbin 1941. Candona foviolata ingår i släktet Candona och familjen Candonidae. Inga underarter finns listade.